# 2684 Douglas
2684 Douglas (1981 AH1) là một tiểu hành tinh vành đai chính được phát hiện ngày 3 tháng 1 năm 1981 bởi Thomas, N. G. ở Flagstaff (AM).